# Нікітін Митрофан Михайлович
Митрофа́н Миха́йлович Нікітін (1888 — 19 березня 1934) — працівник радгоспу «Прогрес», який 19 березня 1934 року здійснив найперший в історії замах на забальзамоване тіло Володимира Леніна, що зберігається в Мавзолеї на Красній площі Москви.

## Біографія
Митрофан Нікітін народився в 1888 році у Брянському повіті (нині Брянський район Брянської області) в родині з середнім достатком. Батьки дали йому освіту. Відомостей про діяльність Нікітіна до революції не збереглося, відомо, що він працював з 13 років.
Після Жовтневого перевороту він працював у різних регіонах країни, переважно в сільській місцевості, на невисоких керівних посадах. Як засвідчено в передсмертній записці Нікітіна, він спочатку прийняв нову владу й політику, яку вона проводила. Однак згодом після роботи в Воронізькій губернії Нікітін зіткнувся зі значною нерівністю в рівнях достатку між працівником села і керівництва, що йшло врозріз із політикою керівництва країни, які проголошували загальну рівність і справедливість. Це змінило його погляд на стан речей у країні.
На початку 1930-х років Нікітін працював в Україні, де став свідком відбирання в селян хліба, розкуркулювання, колективізації і голоду, що був наслідком цього. Нікітін звинувачував у всьому, що коїться в країні Володимира Леніна, хоча той і помер в 1924 році.
З 4 вересня 1933 року Нікітін працював у радгоспі «Прогрес». Там у нього зав'язався конфлікт з директором Розенбергом. Нікітін намагався довести відомості про погану організацію праці, крадіжки, масовий алкоголізм у радгоспі у доповідних і заявах на ім'я секретаря парторганізації Кулькова, але в результаті цього не послідувало ніяких дій.
19 березня 1934 році Нікітін переїхав до Москви й одразу відправився на Красну площу, маючи мету розстріляти із заздалегідь підготованого револьвера системи «Наган» забальзамоване тіло Леніна. В кишені у нього лежала передсмертна записка, що свідчить про те, що залишатися в живих він не збирався.
|  | «На Шипці все спокійно». Так більшість наших комуністів мислить, говорять, обманюють. Наскільки люди поринули у брехню. Довкола злидні, голод, рабство, звірство, пришибленість якась. Люди бояться один одного, бояться слова зайвого сказати, знаючи, що за плечима ГПУ, катування, смерть. Люди від виснаження, від голоду падають і мруть як мухи. Кругом лютує тиф так інші епідемічні хвороби, котрі все далі розповсюджуються. Так, дійсно наш «російський соціалізм» дуже і дуже багато принесе лиха народу. Ще багато мільйонів загине від комунізму, від цієї химери, абсурду. Я, Нікітін Митрофан Михайлович, з радістю вмираю за народ. Я з 13 років працюю, моя совість чиста, за правду на всі тортури готовий піти. Я довго все обмірковував, мучився, переживав. Вмираючи, я протестую від мільйонів трудящих, досить рабства, терору… Схаменіться, що ви робите? До чого країну довели? Адже все котиться по похилій в безодню… |

Нікітін зайшов до Мавзолею. Дійшовши до тіла Леніна, він вихопив «Наган» і встиг здійснити два постріли, правда, жоден з них не влучив в ціль. Після цього Нікітіна хтось схопив за руку, і він застрелився пострілом в серце. Смерть настала миттєво. Карл Паукер того ж дня о 19:50 надіслав доповідну записку Поскребишеву:
|  | …Під час перебування публіки в Мавзолеї невідомий громадянин, який згодом виявився Нікітіним Митрофаном Михайловичем, намагався вистрілити в тіло В. І. Леніна. Помічений вартовим і публікою, що проходила повз, невідомий миттєво вистрілив в себе. Смерть настала миттєво… Серед знайдених документів є листи контрреволюційного змісту… |

Записка пролежала під грифом «Секретно» ще 60 років. Замах на тіло Леніна, вчинене Нікітіним, стало найпершим у низці
подібних акцій.